# Förmiddag
Förmiddag betyder före middag eller förkortat FM och är motsvarighet till latinska ante meridiem (AM). Förmiddag är motsatsen till ordet eftermiddag eller post meridiem (PM) som det heter på latin.
Förmiddagen råder den första halvan av dygnet, det vill säga 00:00 till 12:00. I folkmun avses dock ibland förmiddag omkring klockan 09:00 till 12:00 (mellan morgon och middag). Ordet har sitt ursprung från ordet middag då solen står närmast zenit.